# Donji Agići
Donji Agići är ett samhälle i Bosnien och Hercegovina.   Det ligger i entiteten Republika Srpska, i den nordvästra delen av landet, 190 km nordväst om huvudstaden Sarajevo. Donji Agići ligger 213 meter över havet och antalet invånare är 668.
Terrängen runt Donji Agići är platt åt nordväst, men åt sydost är den kuperad. Närmaste större samhälle är Prijedor, 19,5 km öster om Donji Agići. 
I omgivningarna runt Donji Agići växer i huvudsak lövfällande lövskog. Runt Donji Agići är det ganska tätbefolkat, med 78 invånare per kvadratkilometer.